# SIG MG 50
SIG MG 50 — единый пулемёт производства швейцарской оружейной фирмы SIG.

## История
Наблюдая за успешным применением немецких единых пулемётов MG 34 и MG 42 во Второй мировой войне, в среде швейцарских военных созрело мнение о необходимости обзавестись собственным подобным универсальным пулемётом, способным действовать и с сошек и со станка, с достаточно малым весом, в отличие от стандартного швейцарского пулемёта MG 11. Участие в конкурсе на разработку нового пулемёта приняли частная фирма Schweizerischen Industrie Gesellschaft и правительственный арсенал Waffenfabrik Bern. В ходе испытаний, пулемёт SIG MG 50 проиграл W+F MG 51. Однако оружейники SIG стали предлагать свою разработку на экспорт, тем более что на молодом рынке единых пулемётов было достаточно мало конкурентов. Несмотря на это, единственным покупателем стала Дания, принявшая SIG MG 50 на вооружение в 1951 году под американский винтовочный патрон .30-06 Springfield. В середине 1950-х производство было свёрнуто.

## Описание
Автоматика SIG MG 50 использует отвод пороховых газов из канала ствола. Запирание ствола осуществляется перекосом затвора по вертикали. Особенностью пулемёта было то, что при замене ствола, менялся и поршень с газовой трубкой, т. к. они были единым модулем. Подача ленты идентична механизму MG 42.